# Gran pradera (Dniéper)

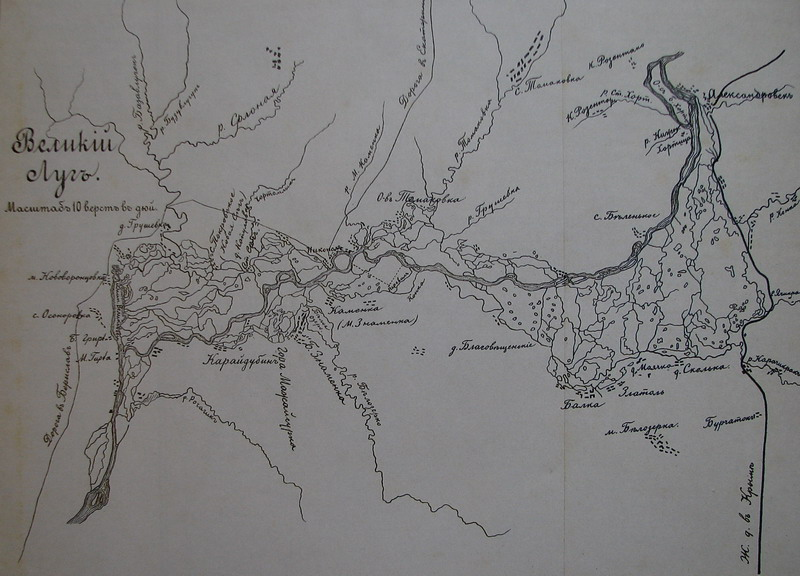
Mapa de la Gran Pradera

La Gran Pradera (en ruso y ucraniano: Вели́кий Луг, romanización: Velíkiy Lug) se trata de enormes llanuras fluviales que alguna vez existieron en la margen izquierda del Dniéper entre éste y el afluente izquierdo del Konka, y también se extendían en una amplia franja a lo largo de la margen derecha desde la desembocadura del río Khortytsia. Las llanuras, cubiertas de bosques caducifolios, juncos y espadañas, tenían una superficie de más de 400 km².
Toda esta área pertenecía a la Sich de Zaporizhia, y la gran pradera a menudo se equiparaba con toda Zaporizhia.
La zona fue inundada por las aguas del embalse de Kajovka entre 1955 y 1957, con la excepción de algunas áreas.
Como resultado de la explosión de la presa de Kajovka el 6 de junio de 2023, la Gran Pradera emergió a la superficie.

## Geografía

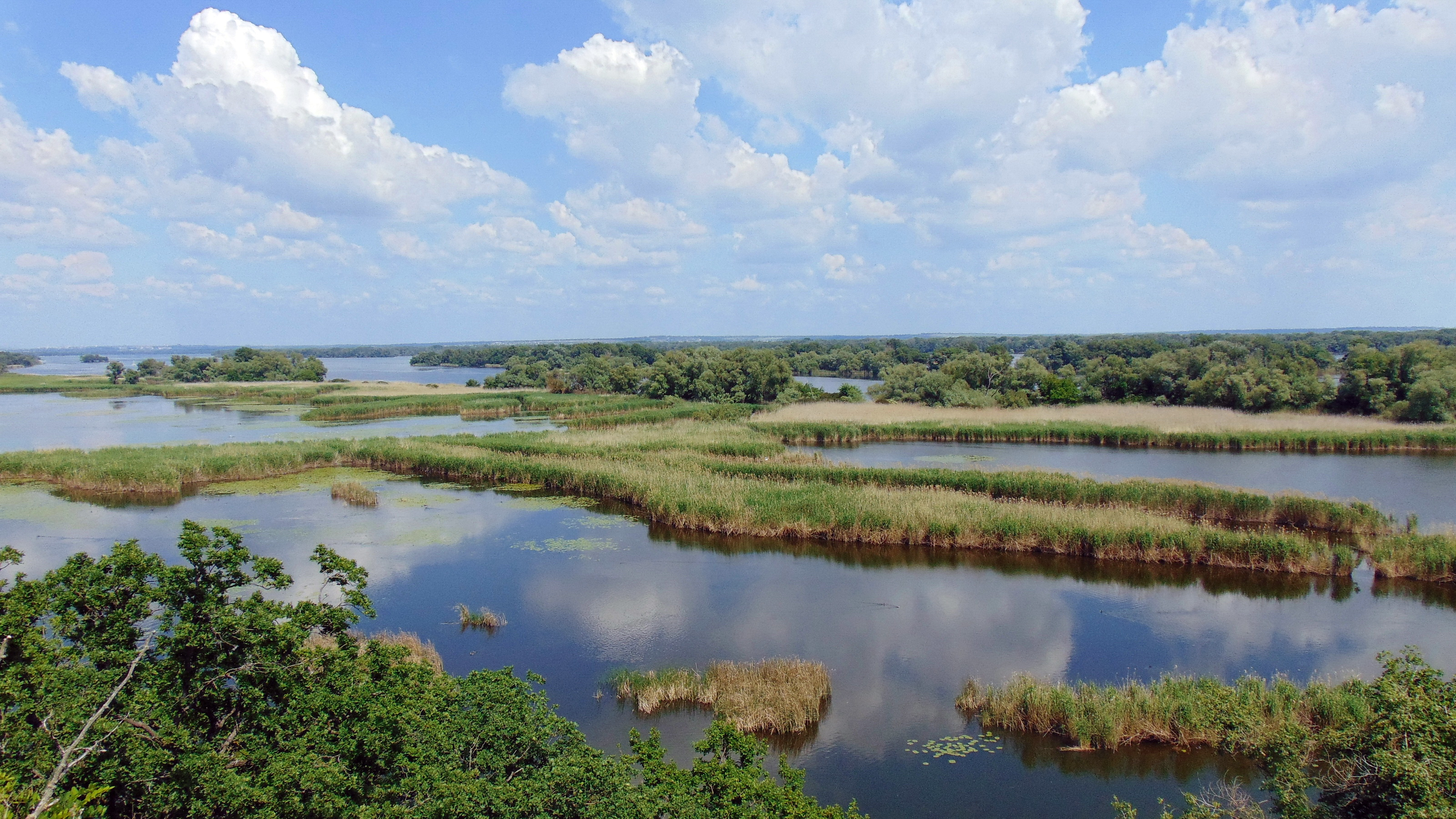
Velykoluzki son suaves

Según los científicos, la llanura aluvial de Velikoluza se formó durante la última glaciación, cuando el nivel del Mar Negro era decenas de metros más bajo que en la actualidad. Fue entonces cuando el Dniéper rompió la amplia cuenca, que se llenó de sedimentos del río, que con el tiempo se convirtió en la Gran Pradera.
En general, la llanura aluvial se extendía a ambos lados del Dnieper desde la isla de Jórtytsia durante 110 km desde la orilla izquierda del Dniéper hasta la isla de Skalozubova en la  región de Jersón con un ancho de 3 a 25 kilómetros
Las piscinas se llenaron de agua desde principios de primavera hasta principios de verano, a excepción de algunos lugares. Cuando comenzó la inundación en abril, las llanuras aluviales eran un espacio de agua casi continuo. El nivel máximo de agua se presentó a fines de abril y principios de mayo, el mínimo — para septiembre y octubre. Como resultado del aumento del nivel del agua (hasta 7 m) y el caudal del río, el suave suelo arenoso y lodoso se movió y cambió parcialmente los contornos de las orillas de los lagos e islas flotantes.
En el bajo Dniéper se conocen 8 transportes desde la Edad del Bronce. Había 4 pilas de arena, que también eran los mejores transportes: pilas grandes, pilas Vodianski, pilas Kamensky, pilas Nizhny Dnieper (Oleshkiv).
Después de que los rusos volaran la central hidroeléctrica de Kajovka durante la guerra ruso-ucraniana, el 6 de junio de 2023, el territorio de la Gran Pradera, que desde 1958 hasta 2023 estuvo inundado por las aguas del embalse, fue drenado. Es difícil predecir cómo se producirá la revitalización de la flora y la fauna de la zona. Tampoco se sabe con exactitud cómo las aguas del embalse de afectaron la hidrografía local.

## Historia
En el territorio de la Gran Pradera, o en sus inmediaciones, se encontraba la Sich de Zapororiyia. Los cosacos pastaban ganado y encontraron buena protección en los pantanos y matorrales locales. Por eso la Gran Pradera era un símbolo de seguridad y libertad. En las canciones, lo llamaban "Padre":
"Oh, La Sich — madre, y Velikiy Lug — padre,
Lo que en Lug se gana, en La Sich se bebe".

Después de la disolución de la Sich en 1775, la emperatriz rusa Catalina II dividió la zona entre su nobleza favorita.